# Baltasar Escrivà d'Íxer i Montsoriu
Baltasar Escrivà d'Íxer i Montsoriu (València 9 de juny de 1673 – 31 de gener de 1738) III comte de l'Alcúdia, V comte de Xestalgar i XI baró d'Estivella, entre altres títols, fou un destacat aristòcrata valencià, notable erudit i dues vegades virrei del regne de Mallorca.

## Biografia
Segon fill d'Onofre Vicent Escrivà d'Íxer i de Montpalau i de Francesca Felipa de Montsoriu i Montpalau, va heretar el comtat de l'Alcúdia a la mort de son pare (1688) i fou declarat senyor del patrimoni patern pel justícia civil el 14 de febrer de 1689.
Lletraferit i amb inquietuds humanístiques i científiques com son pare, el 1690 va fundar al seu palau una nova Acadèmia de València presidida per Josep Ortí i Moles; a més, augmentà la biblioteca del seu progenitor amb noves obres, entre les quals va mostrar predilecció per la història. Amb això donava continuïtat al mecenatge de l'anterior comte de l'Alcúdia.
Durant un temps es va establir a la Cort de la monarquia, on va ser majordom i gentilhome de cambra de Carles II. Durant el període de residència a Madrid, l'any 1697 es va casar amb Maria Anna Bracamonte, noble castellana i dama de la reina Maria Anna de Neuburg.
El 5 de juny del 1704 fou nomenat virrei i capità general del regne de Mallorca per Felip V, en el context de la Guerra de Successió. Durant el seu mandat, l'arribada d'una esquadra anglo-holandesa a l'illa de Mallorca el 24 de setembre de 1706, va encoratjar la població, que s'alçà en favor de l'arxiduc Carles d'Àustria. Aïllat i sense possibilitat de defensa, hagué de capitular el dia 28 de setembre front als austriacistes. Immediatament després, va ser expulsat cap a la Península, arribant al port d'Almeria el 12 d'octubre del 1706. Malgrat això, Felip V renovà la confiança en Escrivà d'Íxer i el 22 de juny del 1707 el confirmà en el càrrec de virrei de Mallorca, que va exercir nominalment fins al 1709. Aquest mateix any es va produir la mort de sa mare, Francesca Felipa. En conseqüència, en Baltasar heretava el comtat de Xestalgar i la resta de possessions nobiliàries dels vincles dels Montpalau i Montsoriu.
Pròxim a la mort i sense fills, en Baltasar ordenà el seu testament el 22 de gener del 1738, declarant hereua usufructuària dels seus dominis la seua esposa Maria Anna Bracamonte, però sense designar cap hereu universal. Per això, rere la mort de Maria Anna Bracamonte (1742), els tribunals van resoldre la successió en favor del seu nebot Joaquim de Castellví i Escrivà d'Íxer, comte de Carlet.

## Variabilitat del nom
La variabilitat en els noms és un tret general de l'època, sobretot entre aristòcrates, i es trobava en funció dels documents, segons es referiren a uns o uns altres dominis, o a l'adequació al context. Un altre factor de variabilitat és la penosa i forçada castellanització de l'antroponímia, extrema en el cas d'«Íxer», que presenta morfologies molt dispars: Íxer, Íxar, Híjar, etc. A banda d'això, aquest aristòcrata signava o s'identificava destacant el parentiu, propi i de la seua muller (però en tot cas, llunyà) amb la casa reial portuguesa, i solia ressaltar el cognom «de Portugal», escrivint Baltasar Íxar de Portugal, Baltasar Cristóbal Íxar de Portugal o altres variants.